# Cladotanytarsus wexionensis
Cladotanytarsus wexionensis är en tvåvingeart som beskrevs av Lars Zakarias Brundin 1947. Cladotanytarsus wexionensis ingår i släktet Cladotanytarsus och familjen fjädermyggor. Arten är reproducerande i Sverige. Inga underarter finns listade i Catalogue of Life.